# 다산초등학교 벌지분교
다산초등학교 벌지분교는 경상북도 고령군 다산면 벌지리 62에 있었던 초등학교이다.

## 연혁
- 1943년 6월 9일 벌지국민학교로 개교(설립인가 6월 1일)
- 1967년 3월 8일 노곡국민학교 분리
- 1996년 3월 1일 벌지초등학교로 교명 변경
- 1999년 9월 1일 다산초등학교 벌지분교장으로 격하
- 2008년 2월 29일 폐교